# استالدهید
| استالدهید | استالدهید                             |
| --- | ------------------------------------- |
| ساختار شیمیایی استالدهید · ساختار سه‌بعدی استالدهید |                                       |
| شناسنامه |                                       |
| نام گذاری آیوپاک | اتانآل                                |
| نام روشمند | اتانال                                |
| فرمول مولکولی | CH3CHO                                |
| SMILES | CC=O                                  |
| جرم مولی | 44.05 g mol−1                         |
| نما(ظاهر) | مایع بی رنگ ، با بوی میوه             |
| CAS number | [75-07-0]                             |
| ویژگی ها |                                       |
| چگالی و حالت فیزیکی | 0.788 g cm−3                          |
| حلالیت در آب | همیشه حل شدنی                         |
| دمای ذوب | (−123.5 °C)                           |
| دمای جوش | 20.2 °C                               |
| فشار بخار | 3890 mm Hg در 25 °C                   |
| دما و فشار بحرانی | 188 °C / 6.4 MPa                      |
| گران روی | 0.215 at 20 °C                        |
| ایمنی |                                       |
| لوزی آتش | NFPA 704 four-colored diamond         |
| دمای فلش | (-39) °C                              |
| دمای اشتعال خودبه خودی | 185 °C                                |
| R/S statement | R۱۲، R36/37، R40 S۲، S۱۶، S۳۳، S36/37 |
| آرتی‌ای‌سی‌اس شماره ی | AB1925000                             |
| به جز بخش‌های گفته شده، داده‌های داده شده در باره ی ماده‌ها در شرایط استاندارد(در 25 °C, 100 کیلو پاسکال) بستهٔ داده‌های شیمیایی وسرزدنی ها(مرجع ها)ی ویکی‌پدیا |                                       |

استالدهید که نام روشمند آن اتانال است؛ یک ترکیب آلی است. دردستهُ آلدهیدها می‌باشد و فرمول مولکولی آن CH3CHO است و استالدهید مایعی بی‌اندازه آتش‌گیر و واکنش‌دهنده با بوی میوه‌مانند است و در طبیعت در میوهٔ نارس، قهوه و نان تازه پیدا می‌شود. آن همچنین در دگرگشت(متابولیسم) طبیعی گیاهان نیز ساخته می‌شود.

## سرطانزایی
با انجام پاره‌ای از پژوهش‌ها روی جانوران، استالدهید در ماده‌های سرطانزا گروه بندی شده‌است.